# さんかく座ガンマ星
さんかく座γ星（さんかくざガンマせい、英語: Gamma Trianguli）は、地球からさんかく座の方向に約112光年離れた位置にある4等星である。

## 特徴
視等級は4.00等で、δ星、7番星と見かけの三重星を構成している。
スペクトル分類では、A1Vnn型のA型主系列星に分類される。質量は太陽の2.7倍で、半径はほぼ2倍とされている。太陽の33倍の光度を持ち、表面温度は9,440Kと高いため、可視光では青白い恒星として観測される。形成から3億年が経過しているとされている。
秒速254kmもの速度で自転しており、アルタイルのように、赤道方向が外側に膨れた回転楕円体になっているとされている。赤道傾斜角が不明のため、この値は赤道における自転速度の下限値で、実際にはさらに高速である可能性もある。それに対して、太陽の自転速度は秒速2kmしかない。赤方偏移の値が大きいため、スペクトル分類で「nn」と示されている通り、スペクトルには非常に広いフラウンホーファー線が見られる。
さんかく座γ星の周辺には、地球の2.9×10−2倍の質量を持つ塵円盤が存在している。恒星からの加熱によって、この円盤の表面温度は75Kまで上昇しており、それから生じる赤外超過によって発見された。塵円盤は、さんかく座γ星からは2.24秒角離れており、天文単位に換算すると80auとなる。

## 名称
中国では、さんかく座γ星はさんかく座β星、δ星、アンドロメダ座γ星、χ星、τ星、υ星、49番星、51番星、56番星、ペルセウス座φ星と共に、天大將軍（Tiān Dà Jiāng Jūn）と呼ばれる星官を構成している。そのため、さんかく座γ星は天大將軍十（Tiān Dà Jiāng Jūn shí）とも呼ばれる。